# Lac des Seize Îles
Lac des Seize Îles – jezioro w kanadyjskiej prowincji Quebec, w regionie administracyjnym Laurentides, w Górach Laurentyńskich. Nad jego północnym brzegiem znajduje się miejscowość Lac-des-Seize-Îles, a nad południowym Laurentian Acres. Najbliższym ośrodkiem miejskim jest oddalone o 22 km Saint-Saveur. Nazwa jeziora (z fr. Jezioro Szesnastu Wysp) po raz pierwszy pojawiła się w 1899 roku na mapie kantonu Wentworth i odnosi się bezpośrednio do szesnastu wysp znajdujących się na nim. Wyspami tymi są: Amsden, Armitage, Brunelle, Campbell, Cook, Corner, Cossette, Île d'Été, Gardner, Hawthorne, Lebel, Myers, Nettles, Rodger, Shetler i Île Verte.